# Mara Cubeddu
Mara Cubeddu (Monza, 5 maggio 1956) è una cantante italiana, cantante dei gruppi musicali Flora Fauna Cemento e Daniel Sentacruz Ensemble.

## Biografia
Scoperta da Mario Lavezzi, debutta come voce solista nel gruppo Flora Fauna Cemento, con cui incide l'album Rock al quale collabora anche Mogol.
Con il soprannome Bea, ha duettato con Lucio Battisti nella canzone Due mondi, dall'album Anima latina del 1974.
Nello stesso anno diventa cantante principale del gruppo Daniel Sentacruz Ensemble che ebbe notevole successo negli anni settanta con canzoni come Soleado e Linda bella linda, ottava classificata al Festival di Sanremo 1976.
Ha partecipato con il gruppo anche al Festival di Sanremo 1978 con il pezzo Mezzanotte.
Intraprende poi la carriera da solista e nel 1984 incide l'album Pompei, prodotto da Bob Esty con la collaborazione  di Steve Porcaro dei Toto. I testi e le musiche di molti dei brani contenuti in quest'album sono della stessa Mara Cubeddu.
Nel 1999 ha inciso anche un CD demo con 3 canzoni .
Nel novembre 2000 partecipa, come soprano, al Millennium Choir organizzato da Beppe Cantarelli con il quale registra l'album Magnificat.

## Discografia

### Discografia con i Flora Fauna Cemento
Album in studio
- 1973 - Rock

Singoli
- 1973 - La nostra piccola canzone/Forse domani

### Discografia con i Daniel Sentacruz Ensemble
Album in studio
- 1974 - Soleado
- 1975 - Dos
- 1977 - Daniel Sentacruz Ensemble
- 1979 - Diventiamo più amici

Singoli
- 1974 - Soleado/Per Elisa
- 1975 - Aguador/Para bailar, para cantar
- 1975 - Un Sospero/Ea-rio
- 1975 - Christmas carol/Lullaby
- 1976 - Linda bella Linda/Scaramouche
- 1977 - Allah Allah/Bella mia
- 1978 - 1/2 notte/E tu su di me
- 1978 - Uffà domani è lunedì/Barabam

### Da solista
Album in studio
- 1984 -  Pompei

Singoli
- 1972 - L'amore mi aiuterà/Un altro uomo muore (con lo pseudonimo Dawn Vinci[4])
- 1976 - Come una bambolina/Ragazzo di strada
- 1976 - Rinascerò libera/Sognare... poi volare
- 1977 - Mi prenderai... ti prenderò/Piccoli amori
- 1984 - Times up/Hello

Collaborazioni
- 1974 - Lucio Battisti -  Anima latina
- 2000 - Millennium Choir Magnificat